# Valantia calva
La hierba de la Cruz de Linosa (Valantia calva Brullo) es una planta herbácea de la familia Rubiaceae, endémica de la isla de Linosa.

## Descripción
Es una especie de 2-10 cm, grácil, comportándose como prostrada-ascendente. 

Tiene hojas espatuladas (1-2 × 2-4 mm), glabras. 

La flor es blanca, de pequeña dimensión (1-2 mm), con 3 cornetas muy breves en el ápice.

## Distribución yhábitat
Endémica de Linosa, forma praderas efímeras en las laderas de arenas lávicas del Monte Vulcano y de la Montaña Roja, a una altitud de 180 - 195 m s. n. m. . Está en peligro de extinción

## Taxonomía
Valantia calva fue descrita por Salvatore Brullo y publicado en Botaniska Notiser 132: 61, en el año 1979.